# Almirante Ferrándiz (AF)
El Destructor Almirante Ferrándiz (AF) fue un destructor de la Armada Española perteneciente a la Clase Churruca que participó en la guerra civil en el bando republicano.
Recibía su nombre en honor a José Ferrándiz y Niño, militar, marino y político español.

## Historial
Tomó parte en el bloqueo del estrecho de Gibraltar. Cuando la escuadra republicana partió hacia el norte para apoyar a las tropas allí aisladas e intentar romper el bloqueo naval que sufrían, quedó junto con el Gravina en las tareas de bloquear el Estrecho.
Antes de lo que esperaba la República, los sublevados pusieron en servicio el crucero Canarias, que junto con el crucero Cervera fue enviado a romper el bloqueo.

### Hundimiento
Así comenzó la batalla del cabo Espartel. El Canarias abrió fuego desde 16 km y con la segunda andanada impactó de lleno. Aunque el Almirante Ferrándiz trató de escapar, el Canarias le alcanzó con una tercera salva a 20 km de distancia. El Almirante Ferrándiz recibió 6 proyectiles de 200 mm (8") y resultó hundido el 29 de septiembre de 1936, muriendo casi toda su tripulación, compuesta por 160 hombres (entre marinería y oficiales).
En el hundimiento del Almirante Ferrándiz hubo 17 supervivientes, que fueron fusilados por los sublevados posteriormente, el 1 de enero de 1937 en San Fernando (Cádiz), según consta en una placa conmemorativa que puede verse en el inicio de la senda litoral de La Cala de Mijas. El Almirante Ferrándiz reposa a 18 millas del faro de Calaburras (Málaga), en las coordenadas 36º 14´ 47´´ N, 4º 38´ 30´´ W. En dicha placa aparecen incluso los nombres de estos supervivientes al hundimiento.

### Buques de la clase
- ARA Cervantes
- ARA Juan de Garay
- Sánchez Barcáiztegui
- José Luis Díez
- Lepanto
- Churruca
- Alcalá Galiano
- Almirante Valdés
- Almirante Antequera
- Almirante Miranda
- Císcar
- Escaño
- Gravina
- Jorge Juan
- Ulloa

### Buques similares
- Clase Scott

### Listas relacionadas
- Anexo:Destructores de España